# Royce Campbell
Royce Campbell (Seymour, 1952. június 7. –), indianai dzsesszgitáros. Húsz éven át Henry Mancini zenekarának egyik tagja volt.

## Pályafutása
Ismert, sikeres dzsesszzenész. Royce Campbell zenéjében különböző stílusok, hatások és a technikai lehetőségek széles tárháza, valamint saját hangja van jelen. Ötéves korában édesanyja hozzáment egy haditengerészhez, így Campbell az Egyesült Államok és a világ több városában nőtt fel. A rock and roll iránti szeretet jelentette első kapcsolatát a gitárral, kilenc éves korában felfedezte magának Chuck Berryt. Nemzedékének sok gitárosához hasonlóan rá is Jimi Hendrix és Eric Clapton volt döntő hatással.
Mire az 1970-es évek elején Spanyolországban fejezte be a gimnáziumot. Nagybátyja, a zongoraművész Carroll DeCamp bemutatta Stan Kentonnak és Les Elgartnak. Meghívták Indianapolisba tanulni.
21 éves korában Marvin Gaye-el turnézott, majd húsz évet a Henry Mancini zenekar tagjaként töltött. Ezt a munkát Mancini 1994-es haláláig folytatta. 
Több mint 40 éven át több tucat kiadónál rögzítették az Egyesült Államokban és a nemzetközi piacon lemezeit. Nem egy lemeze slágerlistás volt, köztük négy az első tízben.
Campbell szerepelt a String Jazz és a Just Jazz Guitar lemezborítóin. A Jazz Times, a Down Beat, a Guitar Player Magazine, a 21st Century Guitar, a japán Swing Journal és a német Akustik Gitarre lapjain is szerepelt. Campbell a dzsessz számos nagy nevével készített felvételeket, így például Pat Martinoval, Herb Ellissel, Tal Farlow-val, Jimmy Raney-ve, Cal Collins-szal, John Abercrombie-val, Larry Coryellel, Mundell Lowe-val, John Pisanoval, Charlie Byrddel, Bucky Pizzarellivel. Nyolcszor alkalommal turnézott Európában, Japánban tízszer lépett fel szólistaként. Az idők folyamán fellépett Mel Torme, James Moody, Nancy Wilson, Sarah Vaughn, Dave Brubeck, Joe Williams, Ken Poplowski, Gerry Mulligan, Rosemary Clooney és mások mellett is.
Triója a Royce Campbell Trio.

## Lemezválogatás
- 6x6 (1993)
- Pitapat (1998)
- Tribute to Henry Mancini (1996)
- Six by Six: A Jazz Guitar Celebration ( 1994)
- Elegy to a Friend (2006)
- Get Happy: A Tribute to the Life of Joe Kennedy (2007)
- Roses & Wine (2008)
- Solo Wes: A Solo Guitar Tribute to Wes Montgomery (2009)
- Organ Trio (2016), & Jonah Kane-West, Billy Williams Jr.